# 제31회 대종상
제31회 대종상의 시상식에 관한 내용이다.

## 수상 및 후보

### 최우수작품상
- 서편제 - 태흥영화사 수상
- 결혼 이야기
- 우리들의 일그러진 영웅
- 웨스턴 애비뉴
- 하얀전쟁

### 감독상
- 서편제 - 임권택 수상
- 우리들의 일그러진 영웅 - 박종원
- 웨스턴 애비뉴 - 장길수
- 첫사랑 - 이명세
- 하얀 전쟁 - 정지영

### 시나리오상
- 살어리랏다 - 윤삼육 수상
- 가슴에 돋는 칼로 슬픔을 자르고 - 이정희 외 1명
- 결혼 이야기 - 박헌수
- 웨스턴 애비뉴 - 장길수
- 첫사랑 - 이명세

### 남우주연상
- 살어리랏다 - 이덕화 수상
- 결혼 이야기 - 최민수
- 서편제 - 김명곤
- 웨스턴 애비뉴 - 정보석
- 하얀전쟁 - 안성기

### 여우주연상
- 결혼 이야기 - 심혜진 수상
- 그대 안의 블루 - 강수연
- 눈꽃 - 윤정희
- 첫사랑 - 김혜수

### 남우조연상
- 하얀전쟁 - 이경영 수상
- 결혼 이야기 - 윤문식
- 살어리랏다 - 장항선
- 서편제 - 안병경
- 우리들의 일그러진 영웅 - 최민식

### 여우조연상
- 눈꽃 - 이미연 수상
- 결혼 이야기 - 방은희
- 그대 안의 블루 - 최유라
- 우리들의 일그러진 영웅 - 이진선
- 하얀전쟁 - 심혜진

### 신인남자배우상
- 서편제 - 김규철 수상
- 가슴에 돋는 칼로 슬픔을 자르고 - 조재현
- 웨스턴 애비뉴 - 김병세

### 신인여자배우상
- 서편제 - 오정해 수상
- 눈꽃 - 고창옥
- 바람부는 날이면 압구정동에 가야 한다 - 엄정화

### 신인감독상
- 결혼 이야기 - 김의석 수상
- 가슴에 돋는 칼로 슬픔을 자르고 - 홍기선
- 그대 안의 블루 - 이현승

### 촬영상
- 서편제 - 정일성 수상

### 편집상
- 우리들의 일그러진 영웅 - 이경자 수상

### 조명상
- 우리들의 일그러진 영웅 - 조길수 수상

### 음악상
- 살어리랏다 - 이종식 수상

### 의상상
- 그대 안의 블루 - 지춘희·이경희 수상

### 미술상
- 그대 안의 블루 - 박영기·조융삼 수상

### 기획상
- 웨스턴 애비뉴 - 이용주·이상운 수상

### 신인기술상
- 가슴에 돋는 칼로 슬픔을 자르고 - 박희주 수상

### 심사위원 특별상
- 하얀전쟁 - 대일필름 수상
- 우리들의 일그러진 영웅 - 대동흥업 수상

### 남자인기상
- 안성기 수상
- 최민수 수상

### 여자인기상
- 강수연 수상
- 최진실 수상

### 각색상
- 하얀전쟁 - 정지영, 공수영, 조영철, 심승보 수상

### 녹음상
- 서편제 - 김범수·강대성 수상

### 신인상
- 박희주(기술상) 수상

### 특별상
- 박남기(현상), 송일근(분장) 수상
- 손 전(원로배우), 조학자(원로배우) 수상